# 阿倫德湖

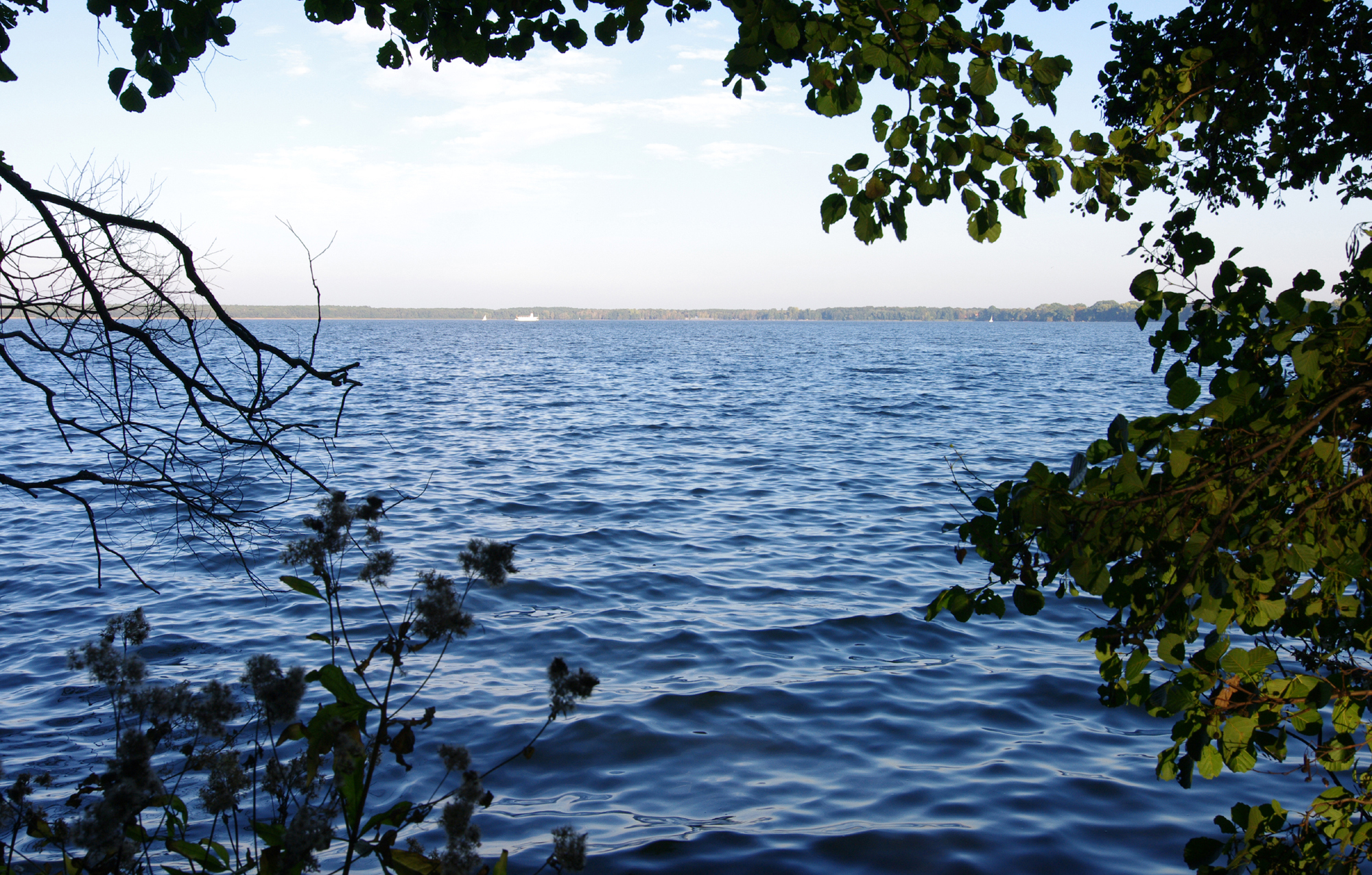

52°53′21″N 11°28′27″E / 52.88917°N 11.47417°E
阿倫德湖（德語：Arendsee，發音：[ˈaːʁɛntˌzeː] ⓘ）是德國萨克森-安哈尔特州的湖泊，長3.3公里、寬2公里，面積5.14平方公里，海拔高度23.3米，平均水深29米，最大水深50米。同名城市位于该湖畔并以其命名，